# Johann Conrad Creiling

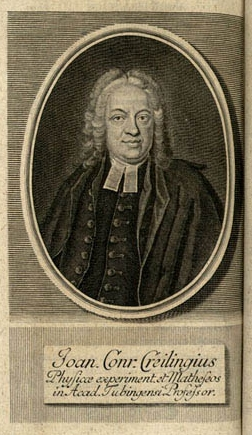
Johann Conrad Creiling

Johann Conrad Creiling (* 9. Juli 1673 in Löchgau; † 13. September 1752 in Tübingen) war Professor der mathematischen Wissenschaften und der Naturphilosophie in Tübingen, Wunderdoktor und Alchemist.
Er studierte in Basel bei dem berühmten Jakob I Bernoulli. In Frankreich traf er auf den Festungsbaumeister Sébastien Le Prestre de Vauban. Die damals neue mathematische Wissenschaft brachte er nach Tübingen, wo er von 1701 bis 1745 Professor der mathematischen Wissenschaften und der Naturphilosophie (Professor Matheseos) war.
Johann Albrecht Bengel, Friedrich Christoph Oetinger, Friedrich Christoph Steinhofer und Johann Conrad Haas (1719–1769), postum (1791) der erste Schwiegervater des berühmten Verlegers Johann Friedrich Cotta, gehörten zu Creilings Schülern. Für Bengels heilsgeschichtliche Theologie wurden Mathematik und Astronomie wichtig, für Bengels jüngeren Freund Oetinger überdies Anregungen aus dem Bereich der Alchemie.
Im Haus Collegiumsgasse 8 befand sich Creilings Laboratorium. Als Alchemist forschte und experimentierte er offenbar zeitlebens ohne Erfolg. Er beklagte 1730 und 1739 seine eigene Täuschung durch den zuvor von ihm verehrten Kieler Medizinprofessor und Alchemisten Johann Ludwig Hannemann (1640–1724). Creilings Erfolglosigkeit als Alchemist erklärt wohl, dass ihn sein Schüler Oetinger, soweit derzeit bekannt, nirgends erwähnt.